# Acanthostracion quadricornis
Acanthostracion quadricornis é o nome científico do peixe também designado vulgarmente como baiacu-chifrudo, baiacu-de-chifre, chifrudo, taoca, peixe-boi e peixe-vaca. É nativo de águas temperadas e tropicais do Atlântico, habitando as regiões costeiras do Massachusetts, das Bermudas, Golfo do México e do Brasil. Caracterizam-se pelo seu fundo amarelo com manchas azuis, enquanto na sua forma juvenil - formando linhas na forma adulta. Alguns dos seus nomes vulgares compreendem-se devido à existência de um par de espinhos sobre os olhos e outro na parte anterior da região ventral.

## Sinonímia
A espécie tem, ainda, sido identificada pelos seguintes nomes científicos:
- Ostracion tricornis Linnaeus, 1758
- Ostracion quadricornis Linnaeus, 1758
- Acanthostracion quadricornis (Linnaeus, 1758)
- Lactophrys quadricornis (Linnaeus, 1758)
- Acanthostracion tricornis (Linnaeus, 1758)
- Lactophrys tricornis (Linnaeus, 1758)